# Saarhölzbachtal - Zunkelsbruch
Das Naturschutzgebiet Saarhölzbachtal - Zunkelsbruch liegt auf dem Gebiet der Gemeinden Mettlach und Losheim am See im Landkreis Merzig-Wadern im Saarland.

## Lage
Das aus zwei Teilgebieten bestehende Gebiet erstreckt sich östlich von Saarhölzbach, einem Ortsteil der Gemeinde Mettlach, entlang des Saarhölzbaches, eines rechten Nebenflusses der Saar. Südlich verläuft die Landesstraße L 158, westlich verläuft die B 51 und fließt die Saar. Nördlich verläuft die Landesgrenze zu Rheinland-Pfalz.

## Bedeutung
Das 153 ha große Gebiet mit der Kennung N 6405-302 wurde am 9. Januar 2017 als Naturschutzgebiet neu ausgewiesen und ersetzte ein gleichnamiges kleineres Naturschutzgebiet, das seit 1989 bestand.

## Flora und Fauna
Es finden sich magere Flachland-Mähwiesen und Schwingrasenmoore. In der Fauna wurden Hirschkäfer, Veilchenblauer Wurzelhalsschnellkäfer und Bachneunaugen gesichtet.